# Volby do Knesetu 2021
Volby do 24. Knesetu se konaly 23. března 2021 v Izraeli, v nichž bylo zvoleno 120 poslanců. Jednalo se o čtvrté volby během dvou let. Ja'ir Lapid a Naftali Bennett oznámili, že 2. června 2021 vytvořili vládu, která byla schválena 13. června 2021.

## Pozadí
Podle koaliční smlouvy podepsané mezi Likudem a Kachol lavan v roce 2020 se měly volby konat 36 měsíců po složení přísahy 35. vlády, takže posledním možným termínem voleb byl 23. květen 2023. Izraelské zákony však stanoví, že pokud by státní rozpočet na rok 2020 nebyl schválen do 23. prosince 2020, Kneset by byl rozpuštěn a volby by se konaly do 23. března 2021.
Dne 2. prosince 2020 Kneset schválil návrh zákona o rozpuštění stávající vlády poměrem hlasů 61:54. Dne 21. prosince 2020 Kneset neschválil návrh zákona, který měl zabránit rozpuštění vlády, poměrem hlasů 47:49. Jelikož Kneset neschválil státní rozpočet na rok 2020 v požadovaném termínu, o půlnoci izraelského standardního času 23. prosince se vládní koalice rozpadla a 23. Kneset byl oficiálně rozpuštěn. V souladu se zákonem, podle něhož se volby musí konat do 90 dnů od rozpuštění Knesetu, byl termín voleb do 24. Knesetu automaticky stanoven na 23. března 2021. Benjamin Netanjahu podle zpráv čelil silné výzvě opozičních stran.

## Volební systém
Volební klauzule pro tyto volby byla 3,25 %.

### Dohody o přebytku hlasů
Dvě strany mohly podepsat dohodu o přebytku hlasů, která jim umožňovala soutěžit o zbylá křesla, jako by kandidovaly společně na stejné kandidátní listině.
Následující strany podepsaly výše zmíněnou dohodu pro volby v roce 2021:
- Jamina a Nová naděje[7]
- Ješ atid a Jisra'el bejtenu[8]
- Kachol lavan a Nová ekonomická strana[9]
- Likud a Tkuma[10]
- Strana práce a Merec[11]
- Šas a Sjednocený judaismus Tóry[12]

## Volby předsedů a primární volby
V některých stranách se před volbami konaly volby předsedů. Některé strany před celostátními volbami uspořádaly primární volby, aby určily složení stranické kandidátní listiny.

### Balad
Poslanec Knesetu Sámí Abú Šeháde oznámil 14. ledna 2021, že bude kandidovat na post předsedy Baladu. Poslanec Knesetu a bývalý předseda Mtánes Šeháde usiloval o znovuzvolení. Strana uspořádala 23. ledna 2021 primární volby na svého předsedu a kandidátní listinu do Knesetu. V Nazaretu mohli hlasovat členové rady Baladu, která se skládá z celkem 600 členů. Předsedou se stal Abú Šeháde, který získal celkem 230 hlasů.

### Zelené hnutí
Stav Šafir byla 29. ledna 2021 znovu zvolena do čela Zeleného hnutí.

### Židovský domov
Dne 5. ledna stávající předseda Židovského domova Rafi Perec prohlásil, že nebude stát v čele strany a nebude kandidovat, ale nevyloučil, že se v budoucnu vrátí do politiky. Nir Orbach oznámil, že se bude ucházet o post předsedy. Kandidovala také Chagit Moše (na Netanjahuovu žádost). Ústřední výbor strany vybral svého předsedu a stranickou kandidátní listinu, místo toho, aby se konalo hlasování mezi členy strany. Dne 19. ledna 2021 byla Moše zvolena ústředním výborem do čela strany. Primárky strany se konaly 26. ledna.

### Strana práce
Okresní soud v Tel Avivu 3. ledna 2021 rozhodl, že primární volby do Knesetu a vedení Strany práce se musí konat, přestože Amir Perec a jeho příznivci hlasovali pro jejich zrušení. Krátce poté oznámila poslankyně Knesetu Merav Micha'eli, že bude kandidovat do vedení strany. Dne 11. ledna oznámil Gil Bejlin, že bude také kandidovat. Nejvyšší soud Izraele odmítl odvolání Strany práce a zajistil, že v primárních volbách budou moci hlasovat všichni členové strany (a nikoliv pouze členové výboru). Dne 18. ledna oznámil bývalý předseda Strany práce Ehud Barak, že nebude kandidovat. Následujícího dne Jicchak Šmuli oznámil, že nebude kandidovat. Kandidovali také Avi Šaked a David Landsman, etiopský imigrant Jicchak Time a Na'ava Kac.
Volbu předsedy strany vyhrála 24. ledna Micha'eli.
Termín pro přihlášení do primárních voleb do Knesetu byl prodloužen do 30. ledna; do voleb se přihlásilo 59 kandidátů. Primární volby pro výběr kandidátní listiny do Knesetu se konaly 1. února.

### Likud
Na základě petice podané členy ústředního výboru strany nařídil interní soud Likudu, aby se do 30. prosince sešel ústavní výbor a zahájil přípravy na výběr kandidátů na volební kandidátní listinu. Dne 30. prosince ústavní výbor strany odhlasoval zrušení stranických primárek, což bylo oficiálně oznámeno 2. ledna 2021.

### Merec
Merec měl uspořádat volby do vedení 13. ledna 2021, zatímco primární volby pro zbytek volební kandidátní listiny by se konaly 21. ledna. Strana se však 3. ledna 2021 rozhodla, že primární volby pořádat nebude, protože předsedu strany Nicana Horowitze nikdo nevyzval.

## Strany

### Parlamentní frakce
Na konci funkčního období 23. Knesetu bylo v parlamentu třináct frakcí. Všechny strany těchto parlamentních frakcí sestavovaly kandidátní listiny pro volby v roce 2021 nebo jsou jejich členy, s výjimkou Židovského domova.

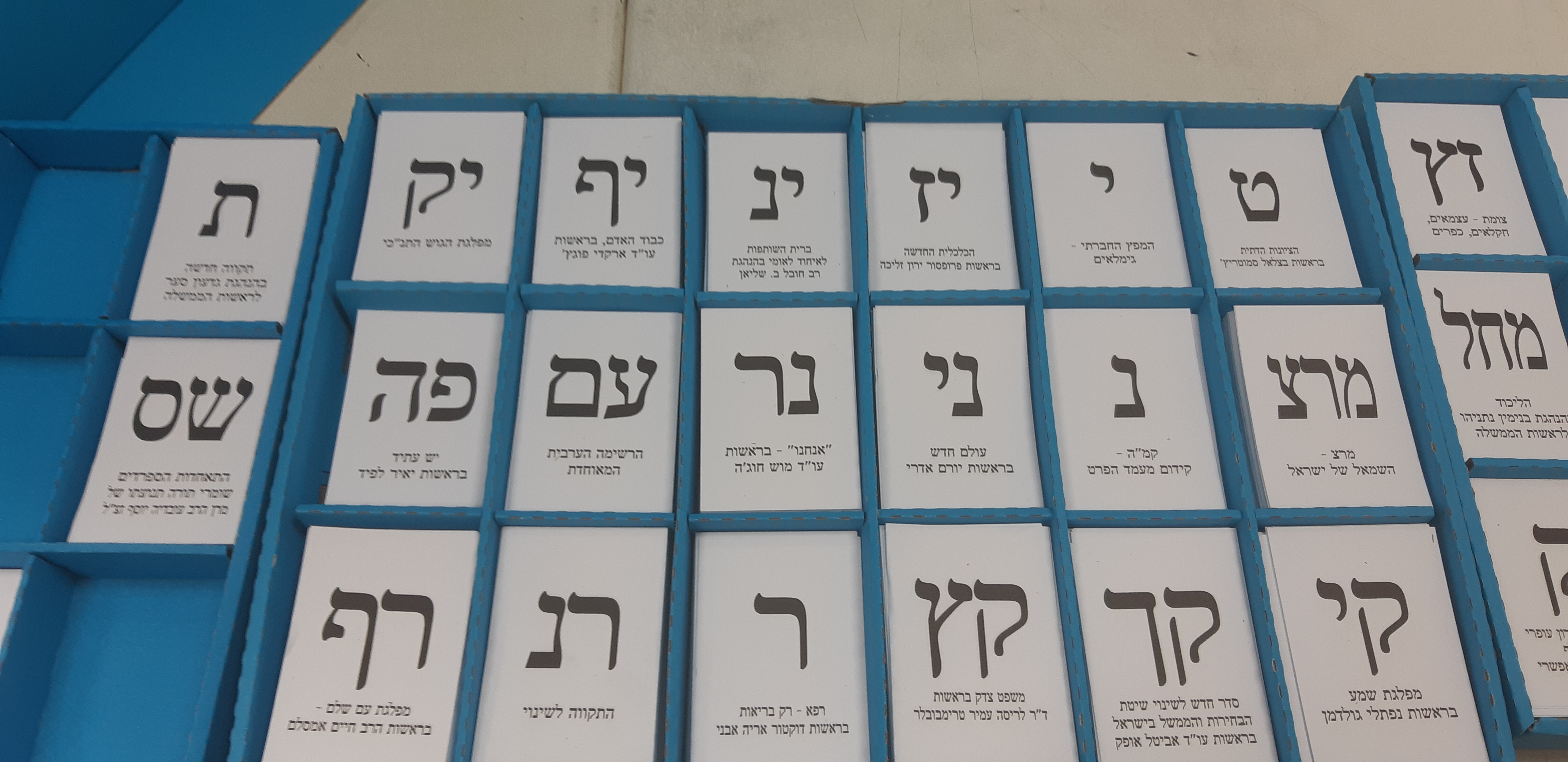
Některé z volebních lístků

| Název                     | Ideologie                 | Symbol | Hlavní voliči                                        | Předseda                  | Výsledky 2020 | Výsledky 2020 | V době rozpuštění |
| Název                     | Ideologie                 | Symbol | Hlavní voliči                                        | Předseda                  | Hlasy (%)     | Křesla        | V době rozpuštění |
| ------------------------- | ------------------------- | ------ | ---------------------------------------------------- | ------------------------- | ------------- | ------------- | ----------------- |
| Likud                     | národní liberalismus      | מחל    | –                                                    | Benjamin Netanjahu        | 29,46 %       | 36/120        | 36/120            |
| Ješ atid-Telem            | sociální liberalismus     | פה     | –                                                    | Ja'ir Lapid, Moše Ja'alon | 26,59 %       | 18/120        | 16/120            |
| Kachol lavan              | liberalismus              | פה     | –                                                    | Binjamin Ganc             | 26,59 %       | 15/120        | 15/120            |
| Derech erec               | národní liberalismus      | פה     | –                                                    | Jo'az Hendel, Cvi Hauser  | 26,59 %       |               | 2/120             |
| Sjednocená kandidátka     | zájmy menšin              | ודעם   | izraelští Arabové                                    | Ajman Ode                 | 12,67 %       | 15/120        | 15/120            |
| Šas                       | náboženský konzervatismus | שס     | sefardští Židé a charedim Mizrachim                  | Arje Deri                 | 7,69 %        | 9/120         | 9/120             |
| Sjednocený judaismus Tóry | náboženský konzervatismus | ג      | charedim Aškenázové                                  | Ja'akov Litzman           | 5,98 %        | 7/120         | 7/120             |
| Strana práce              | dělnický sionismus        | אמת    | –                                                    | Amir Perec                | 5,83 %        | 3/120         | 3/120             |
| Merec                     | sociální demokracie       | אמת    | –                                                    | Nican Horowitz            | 5,83 %        | 3/120         | 3/120             |
| Gešer                     | sociální liberalismus     | אמת    | –                                                    | Orly Levy                 | 5,83 %        | 1/120         | 1/120             |
| Jisra'el bejtenu          | nacionalismus             | ל      | rusky mluvící                                        | Avigdor Lieberman         | 5,74 %        | 7/120         | 7/120             |
| Jamina                    | národní konzervatismus    | טב     | –                                                    | Naftali Bennett           | 5,24 %        | 5/120         | 5/120             |
| Židovský domov            | náboženský sionismus      | טב     | izraelští osadníci, moderní ortodoxní a Chardal Židé | Rafi Perec                | 5,24 %        | 1/120         | 1/120             |

### Všechny strany
Do voleb se přihlásilo celkem 39 stran.

### Veřejné vyjádření zájmu
Následující strany, které před volbami neměly v Knesetu zastoupení, projevily zájem o účast ve volbách v roce 2021, ale nakonec se rozhodly se jich nezúčastnit:
- Or ha-Šahar, kterou založil bývalý poslanec Knesetu za Stranu práce a starosta Haify Jona Jahav.[38]
- Strana jednoty, založená bývalým poslancem Knesetu za Stranu práce Micha'elem Bar Zoharem.[7]

### Nekandidovaly
- Strana Izraelci, kterou založil starosta Tel Avivu Ron Chuldaj, se 4. února 2021 kandidatury vzdala.[39]
- Strana veteránů se 3. února 2021 vzdala kandidatury[40] a podpořila Ješ atid.[41]
- Židovský domov se 4. února 2021 kandidatury vzdal a podpořil Jaminu.[42]
- Telem se kandidatury vzdal 1. února 2021.[43]
- Strana Tnufa, kterou založil bývalý poslanec Ješ atid Ofer Šelach, se 4. února kandidatury vzdala.[44]
- Zehut 24. prosince 2020 oznámil, že strana nebude kandidovat ve volbách.[45]

## Výsledky

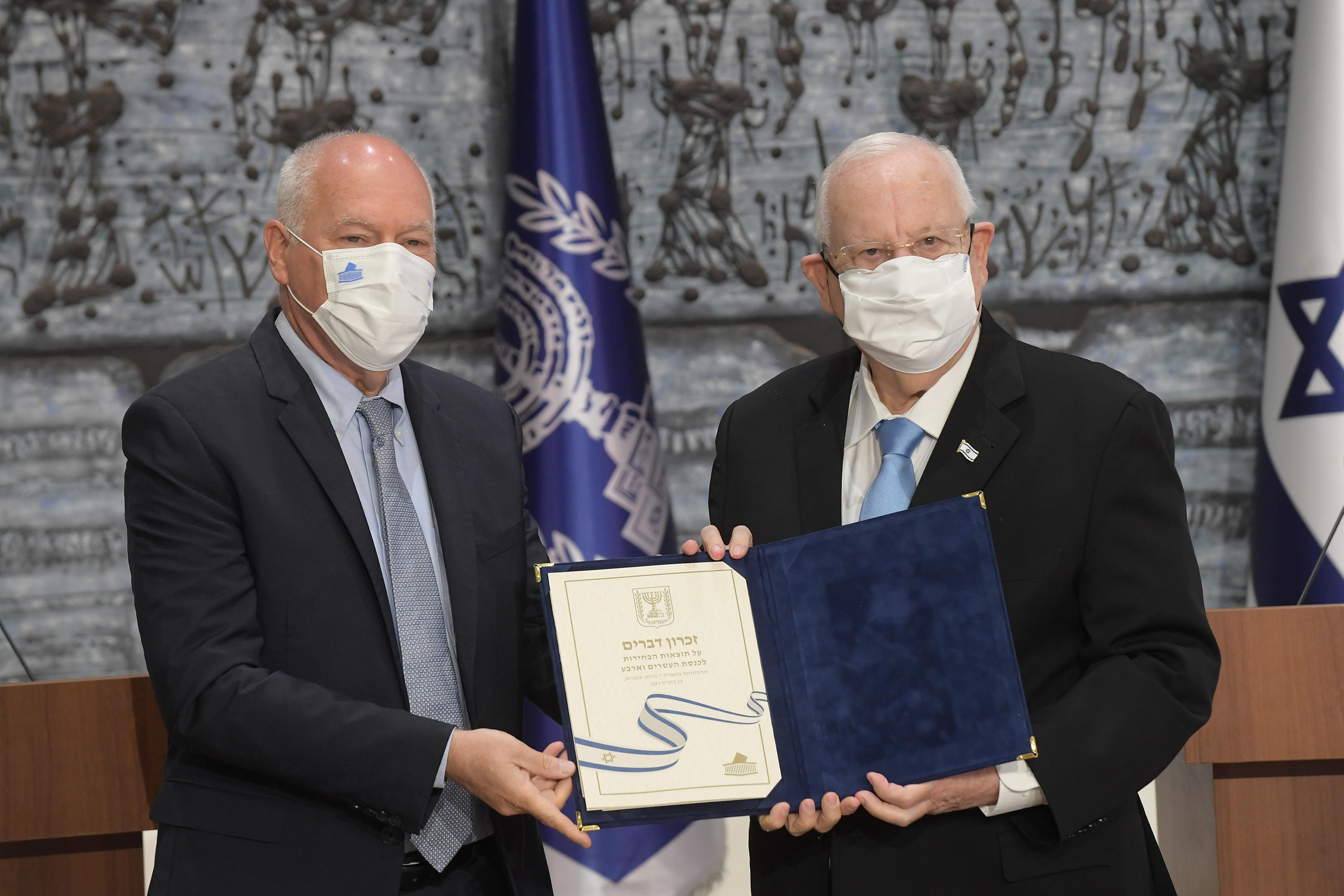
Předseda ústřední volební komise Uzi Vogelman (vlevo) předává výsledky voleb prezidentu Re'uvenu Rivlinovi (vpravo). Bejt ha-Nasi, 31. března 2021

| Strana                                   | Hlasy     | %       | Křesel | +/-  |
| ---------------------------------------- | --------- | ------- | ------ | ---- |
| Likud                                    | 1 066 892 | 24,19 % | 30     | -7   |
| Ješ atid                                 | 614 112   | 13,93 % | 17     | +4   |
| Šas                                      | 316 008   | 7,17 %  | 9      | 0    |
| Kachol lavan                             | 292 257   | 6,63 %  | 8      | -7   |
| Jamina                                   | 273 836   | 6,21 %  | 7      | +4   |
| Strana práce                             | 268 767   | 6,09 %  | 7      | +4   |
| Sjednocený judaismus Tóry                | 248 391   | 5,63 %  | 7      | 0    |
| Jisra'el bejtenu                         | 248 370   | 5,63 %  | 7      | 0    |
| Tkuma                                    | 225 641   | 5,12 %  | 6      | +4   |
| Sjednocená kandidátka                    | 212 583   | 4,82 %  | 6      | -5   |
| Nová naděje                              | 209 161   | 4,74 %  | 6      | nová |
| Merec                                    | 202 218   | 4,59 %  | 6      | +3   |
| Sjednocená arabská kandidátka            | 167 064   | 3,79 %  | 4      | 0    |
| Celkem                                   | 4 410 052 |         | 120    |      |
| Zdroj: תוצאות האמת של הבחירות לכנסת ה-24 |           |         |        |      |

## Podpory v novinách
Deník Ha'arec podpořil ve volbách v roce 2021 čtyři strany: Merec, Sjednocenou kandidátku, Stranu práce a Ješ atid.

## Vytvoření vlády
Izraelský prezident Re'uven Rivlin se 5. dubna sešel s předsedy všech politických stran a následující den pověřil Benjamina Netanjahua sestavením vlády. Netanjahu dostal na sestavení vlády čas do konce 4. května, ovšem ve stanoveném termínu vládu nesestavil. Následující den Rivlin pověřil druhým mandátem Ja'ira Lapida. Dne 9. května 2021 bylo oznámeno, že Lapid a Naftali Bennett dosáhli v koaličních rozhovorech významného pokroku. Dne 10. května bylo oznámeno, že se plánuje vytvoření nové vlády složené ze současné opozice, ale že islamistická Sjednocená arabská kandidátka, která v důsledku nedávných válečných akcí v Gaze zmrazila rozhovory s Lapidem i Bennettem, musí ještě přislíbit podporu, aby opozice získala většinu. Koncem května si Lapid zajistil podporu Kachol lavan, Strany práce, Jisra'el bejtenu, Nové naděje a Merecu, přičemž podporu mu mohly poskytnou také Jamina a Sjednocená arabská kandidátka. Dne 30. května 2021 Bennett v televizním projevu oznámil, že Jamina vstoupí do vlády jednoty s Lapidem poté, co všichni poslanci Knesetu kromě jednoho z Jaminy souhlasili s podporou tohoto rozhodnutí.
Dne 2. června 2021, po jednání s Lapidem a Bennettem, předseda Spojené arabské kandidátky Mansúr Abbás oficiálně podepsal koaliční dohodu s Lapidem a souhlasil s tím, aby se jeho strana připojila k vládě bez Netanjahua. Pouhou hodinu před vypršením svého mandátu 2. června Lapid informoval odstupujícího prezidenta Rivlina, že může sestavit novou vládu. Bennettova strana Jamina se 11. června 2021 stala poslední opoziční frakcí, která podepsala koaliční smlouvu s Lapidovou stranou Ješ atid, a 13. června tak mohla složit přísahu třicátá šestá vláda Izraele. Dne 13. června se Bennett stal premiérem a Lapid alternujícím premiérem, který by měl v čele vlády stanout v roce 2023.